# Stevardiinae
Stevardiinae – podrodzina małych ryb kąsaczowatych (Characidae), wcześniej klasyfikowana pod nazwą Glandulocaudinae, wyróżniająca się odmienną od pozostałych kąsaczowatych biologią rozrodu, w której istotną rolę odgrywają substancje chemiczne – feromony. Samce prowokują niedojrzałe jeszcze do tarła samice do rozpoczęcia gry godowej, po czym w trakcie rytualnych tańców godowych zaplemniają je, natomiast zapłodnienie następuje bez udziału samca – w późniejszym okresie.

## Występowanie
W słodkich wodach tropikalnej strefy Ameryki Środkowej i Południowej – od Kostaryki i Trynidadu, po północną część Argentyny.

## Biologia rozrodu
W dolnej części nasady płetwy ogonowej, po obu jej stronach, występuje kieszeń z gruczołem zapachowym wydzielającym feromony, służącym do wabienia samic. Ponadto, niektóre gatunki zaopatrzone są w wyspecjalizowane struktury pełniące prawdopodobnie funkcje wabiące. Skrzelopiór białopłetwy (Corynopoma riisei) ma na krawędzi pokrywy skrzelowej łopatkowato zakończony, cienki wyrostek, którym stara się zwrócić uwagę swojej partnerki. W górnej części skrzeli gatunków z rodzajów Glandulocauda, Mimagoniates i Coelurichthys występuje organ umożliwiający tym rybom oddychanie powietrzem atmosferycznym. Przy wydalaniu powietrza samce niektórych gatunków wydają ostry dźwięk przypominający rechot żaby. Prawdopodobnie jest to sygnał godowy. W komorze skrzelowej większości Stevardiinae wykryto gruczoł uwalniający sygnały chemiczne.
Zapłodnienie u Stevardiinae przypomina zapłodnienie wewnętrzne występujące u  ryb jajożyworodnych. Samiec, któremu udało się sprowokować partnerkę do zbliżenia podwiesza w pobliżu jej otworu płciowego wiązkę plemników w tzw. spermatoforach, które zostają przez nią wciągnięte do przewodu jajowego i mogą tam przebywać nawet kilka miesięcy. Zaplemnienie następuje w warunkach suszy i spowodowanego nią zagęszczenia ryb w wysychających zbiornikach, co zmniejsza szanse przetrwania młodych. Samica w dogodnym dla niej miejscu i czasie, zwykle z nadejściem pory deszczowej, składa zapłodnione jaja, już bez udziału samca. Nie wiadomo kiedy następuje zapłodnienie, u złowionych samic nie stwierdzono zapłodnionych jaj. Prawdopodobnie zapłodnienie następuje w czasie składania ikry, niewykluczone, że poza organizmem samicy.
Wykazano istnienie dwóch rodzajów mechanizmów tworzenia się pakietów plemników ryb zaliczanych do tej podrodziny. W rodzaju Tyttocharax i Scopaeocharax spermatofory tworzą się w cystach, pod koniec procesu spermatogenezy, a u Mimagoniates, Glandulocauda i Corynopoma – na zasadzie łączenia się wolnych plemników w świetle przewodów wyprowadzających jądra.

## Znaczenie gospodarcze
Stevardiinae stanowią pokarm większych ryb poławianych gospodarczo przez człowieka. Niektóre gatunki są rybami akwariowymi.

## Klasyfikacja
Do Stevardiinae zaliczane są rodzaje:
Acrobrycon – Argopleura – Attonitus – Aulixidens – Boehlkea – Bryconacidnus – Bryconadenos – Bryconamericus – Caiapobrycon – Ceratobranchia – Chrysobrycon – Corynopoma – Creagrutus – Cyanocharax –  Cyanogaster – Diapoma – Gephyrocharax – Glandulocauda – Hemibrycon – Hypobrycon – Hysteronotus – Iotabrycon – Knodus – Landonia – Lepidocharax – Lophiobrycon – Microgenys – Mimagoniates – Monotocheirodon – Nantis – Odontostoechus – Othonocheirodus – Phallobrycon – Phenacobrycon – Piabarchus – Piabina – Planaltina – Pseudocorynopoma – Pterobrycon – Ptychocharax – Rhinobrycon – Rhinopetitia – Scopaeocharax – Trochilocharax – Tyttocharax – Xenurobrycon